# Kocsi szekér, kocsi szán
A Kocsi szekér, kocsi szán kezdetű, szlovák eredetű magyar népdalt Kodály Zoltán gyűjtötte a Szatmár vármegyei Komlódtótfalun 1921-ben.
A versszakokban ún. belső refrén van értelmetlen szöveggel (libilibi, limlom, lomzati bombom). Az ilyen dalokat libizáré-daloknak nevezik az Egy kis kertet kerítek kezdetű népdal belső refrénjének első szaváról.
Feldolgozások:
| Szerző          | Mire                       | Mű                                                         | Előadás |
| --------------- | -------------------------- | ---------------------------------------------------------- | ------- |
| Kerényi György  | két szólam                 | Kétágú síp, 14. kotta                                      |         |
| Kodály Zoltán   | ének, zongora              | Magyar népzene énekhangra és zongorára III. füzet, 12. dal | [ 3 ]   |
| Bárdos Lajos    | vegyeskar                  | Népdalkórusok 4, 5. dal                                    |         |
| Mező Imre       | zongora                    | 16 könnyű zongoradarab, 3. darab                           |         |
| Mező Imre       | zongora, 4 kéz             | 16 könnyű zongoradarab, 3. darab                           |         |
| Máriássy István | zongora vagy ének és gitár | Elindultam szép hazámból, 34. kotta                        |         |
| Ludvig József   | ének, gitárakkordok        | Kis kacsa fürdik…, 17. oldal                               |         |

Érdekesség, hogy egy 1929-es hanglemezfelvételen a Kodály által feldolgozott népdalt Bartók Béla kíséri zongorán.

## Kotta és dallam
| Kocsi szekér, kocsi szán, még a télen, libilibi, limlom, lomzati bombom, leszek lány. | Jövő télen, ha élek, Férjhez megyek, libilibi, limlom, lomzati bombom, ha vesznek. | Ha nem vesznek, maradok, Otthon is el-, libilibi, limlom, lomzati bombom, lakhatok. |

## Felvételek
- Kocsi szekér. Csóka Anita  YouTube (2015. március 19.)  (Hozzáférés: 2016. április 20.) (audió)
- Békési népdalok - Kocsi-szekér, kocsi szán. Kürthy Éva  YouTube (1961. november 17.)  (Hozzáférés: 2016. április 20.) (audió)

Zenekari feldolgozás:
- Kocsi,szekér.. YouTube (2012. november 26.)  (Hozzáférés: 2016. április 20.) (videó)